# Операция «Каньон Эльдорадо»
«Каньо́н Эльдора́до» (англ. El Dorado Canyon) — кодовое название военной операции США против Ливии в апреле 1986 года, поводом для которой послужило обвинение Ливии в поддержке международного терроризма (взрыв на берлинской дискотеке «Ла Белль»). Некоторыми западными экспертами расценивается как карательная акция.

## Предпосылки
В начале 1980-х годов отношения между США и Ливией резко ухудшились. Администрация президента США Рейгана обвиняла Ливию и её лидера Муамара Каддафи в поддержке международного терроризма. Обострение отношений привело к ряду инцидентов в акватории залива Сидра, которую Ливия объявила своими территориальными водами. В 1981 году американские самолёты F-14 в ходе учений вступили в воздушный бой с двумя ливийскими истребителями-бомбардировщиками Су-22, пытаясь выдворить их из района учений, и сбили их.
В декабре 1985 года были проведены террористические акции возле офисов израильских авиакомпаний в Вене и Риме. США обвинили Ливию в организации этих акций. В марте 1986 года американо-ливийское противостояние достигло пика, когда корабли ВМС США демонстративно вошли в залив Сидра, нарушив установленную Каддафи так называемую «линию смерти» (30 градусов 32 минуты с. ш.), но оставаясь в международных водах. Ливийские средства ПВО обстреляли американские самолёты, не причинив, однако, им вреда. В ответ на это были нанесены ракетные удары по базам зенитных ракет и радарам, потоплено несколько ливийских военных катеров и корвет «Ean Zaquit», пытавшиеся приблизиться к району учений.

## Подготовка
2 апреля 1986 года на борту американского авиалайнера компании «Trans World Airlines» над Грецией (рейс Рим—Афины) произошёл взрыв, погибли четыре гражданина США. 5 апреля бомба взорвалась на дискотеке Ля-Белль (Западный Берлин), посещаемой американскими военнослужащими. Погибли два американских солдата и официантка из Турции, около 200 человек пострадало. США заявили, что обе акции были организованы ливийской разведкой.
После теракта президент Рейган отдал распоряжение о подготовке авиационного налёта на Ливию. Были отобраны пять объектов в окрестностях городов Триполи и Бенгази, которые, как сообщала американская разведка, использовались для подготовки террористов и транспортировки оружия террористическим организациям. Этими объектами являлись военные казармы, база подготовки боевых пловцов и военный аэродром в Триполи, казармы и аэродром в Бенгази. Планирование военной акции, получившей название «Каньон Эльдорадо», было серьёзно затруднено тем, что европейские страны (Италия, Германия) отказались дать разрешение на использование своих авиабаз. Было решено использовать ударные самолёты F-111 3-й воздушной армии США, базировавшиеся в Великобритании. Поскольку Франция и Испания не предоставили своё воздушное пространство для пролёта F-111, единственным выходом было обогнуть Пиренейский полуостров, пролететь над Гибралтарским проливом и выйти к Триполи вдоль африканского побережья. Вспомогательные действия были возложены на авиацию 60-го авианосного ударного соединения США в Средиземном море (авианосцы «Корал Си» и «Америка»).

## Удар

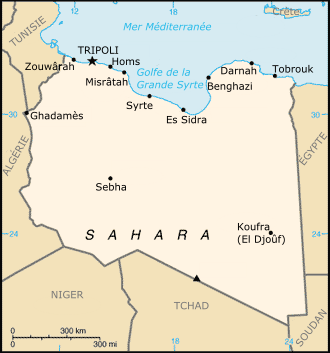
Карта Ливии

Операция «Каньон Эльдорадо» была проведена в ночь с 14 на 15 апреля 1986 года. Самолёты F-111 успешно совершили запланированный перелёт с четырьмя дозаправками в воздухе. Полёт происходил на высоте 4800 метров, после Тунисского пролива самолёты снизились до высоты в 50 метров. В это же время штурмовики A-7 атаковали противорадиолокационными ракетами ливийские радары (выпущено 48 противорадиолокационных ракет типа «Шрайк» и «Харм»), а самолёты радиолокационного подавления поставили активные помехи. Сами удары были нанесены после полуночи 15 апреля, при этом действия ВВС и ВМС очень чётко координировались: истребители-бомбардировщики F-111 ВВС США атаковали цели в районе Триполи, а палубные штурмовики A-6 ВМС США с двух авианосцев в те же самые минуты произвели налёт на цели в районе Бенгази. Хотя международные СМИ в первой половине апреля активно обсуждали возможность американской военной операции против Ливии, ливийская система ПВО оказалась не готова к отражению удара. Зенитный огонь был открыт с запозданием, а истребители-перехватчики вообще не поднимались в воздух. Достижению неожиданности в районе Триполи способствовало ещё и то, что F-111 сделали крюк, зайдя на цели не со стороны моря, как можно было ожидать, а со стороны пустыни. Налёт продолжался около 11 минут.
Всего в операции участвовало свыше 100 самолётов, из них основную задачу по уничтожению намеченных целей выполняли 27. Сброшено до 150 тонн авиабомб. Отклонения бомб от целей составили: управляемых — до 1500 метров, обычных — до 700 метров.
По официальным американским данным, потери в ходе налёта составили один самолёт (F-111, предположительно сбитый во время атаки цели, экипаж из двух человек погиб) и один самолёт получил повреждения, но вернулся на авиабазу.
Ливийские средства массовой информации называли более крупные цифры — три сбитых самолёта, однако не предоставили каких-либо документальных подтверждений своей версии.
Советская пресса сообщала, что в последующие дни на Ливию было произведено ещё несколько налётов, однако в действительности авиация США лишь выполняла разведывательные вылеты, фиксируя результаты операции.

## Последствия

### Военные результаты

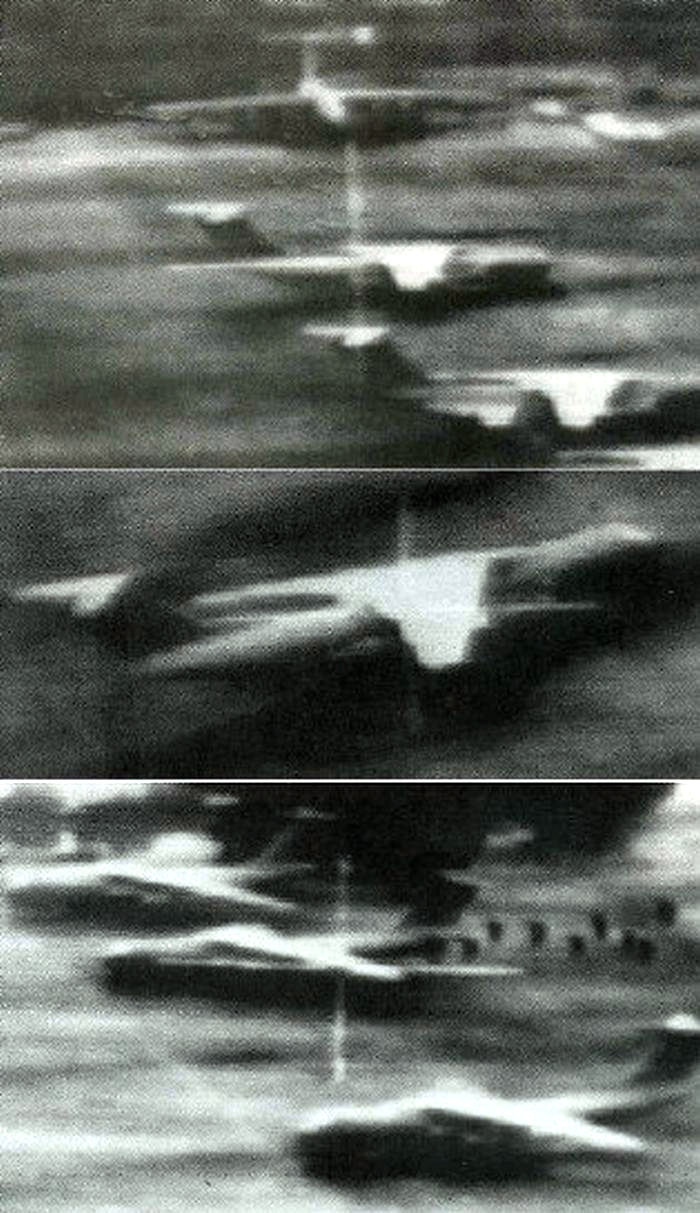
В аэропорту Триполи ударом F-111 были уничтожены несколько ливийских транспортных самолётов Ил-76

С военной точки зрения операция «Каньон Эльдорадо» была уникальным примером использования тактических самолётов для выполнения боевых задач на сверхдальних расстояниях. Она характеризовалась прекрасной координацией между ВВС и ВМС США, позволившей выполнить все стоявшие перед ними цели с минимальными потерями. Вместе с тем были отмечены технические неполадки в бортовом оборудовании нескольких самолётов F-111 и A-6, что заставило их отказаться от сброса авиабомб.
Каддафи объявил, что в результате налёта погибло около 40 мирных ливийцев, включая приёмную дочь Каддафи, 15-месячную Ханну. В 2011 году, после того, как силы Национального переходного совета захватили резиденцию Каддафи Баб-эль-Азизия, их представители объявили об обнаружении документов, доказывающих, что Ханна Каддафи жива и здорова. Однако за прошедшие годы не были обнародованы эти документы, как не была обнаружена и сама Ханна.
Часть бомб после сброса со сверхмалой высоты не взорвалась. Тем не менее, все намеченные объекты были поражены. На земле были уничтожены и повреждены 17 истребителей ливийских ВВС и 10 военно-транспортных самолётов Ил-76.
США официально заявили, что физическая ликвидация Каддафи не была целью налёта. Многие авторы подвергали это утверждение сомнению, поскольку резиденция Каддафи в Триполи (где он в тот момент отсутствовал) также подверглась удару.

### Реакция Ливии
Реакция Ливии на налёт была чрезвычайно сдержанной, не считая обвинительных выступлений в адрес США. 16 апреля было выпущено несколько ракет «Скад» по американской базе на итальянском острове Лампедуза (все ракеты упали в море). Террористическая организация Абу Нидаля в Ливане казнила удерживавшихся ею одного американского и двух британских заложников, объявив это ответом на рейд. Американские источники отмечают, что после событий марта—апреля 1986 года Ливия резко сократила поддержку международного терроризма. Принято считать, что взрыв авиалайнера Боинг-747 над Локерби (Великобритания) в декабре 1988 года был организован ливийскими спецслужбами по приказу Каддафи как месть за бомбардировку. Ливия признала свою ответственность за это событие, а два ливийских агента были осуждены за организацию взрыва, однако существуют альтернативные версии произошедшего, приписывающие взрыв самолёта палестинским террористам или Ирану. Признание Ливией своей ответственности за взрыв над Локерби было необходимым условием для снятия американских санкций с этой страны.

### Реакция международного сообщества
Налет на Ливию практически глобально не повлиял на советско-американские отношения, хотя советские СМИ и обвинили США в агрессии. Однако определённые военно-политические акции со стороны СССР проводились. Так, для демонстрации поддержки Ливии после налетов, с 26 по 29 апреля 1986 года эсминец «Отличный» выполнял деловой заход в Бенгази, в апреле 1986 год выполнены деловые заходы ракетным крейсером «Вице-адмирал Дрозд» в Триполи и Тобрук.
Американцы нарастили свою корабельную группировку у берегов Ливии: в ночь с 29 на 30 апреля через Суэцкий канал в Средиземноморье вошел для усиления группы действующей у Ливии атомный авианосец «Энтерпрайз» с 5 кораблями охранения, в числе которых были атомный ракетный крейсер «Truxtun» и ракетный крейсер «Arkansas». В Средиземном море «Энтерпрайза» сразу взяли в сопровождение корабли 5-й эскадры ВМФ СССР — малый разведывательный корабль «Курс», затем эстафету у него перенял эсминец «Отличный», а с 1 мая — большой противолодочный корабль «Маршал Василевский». 1 мая «Энтерпрайз» присоединился к АУГ с авианосцем «Корал Си», и он 2 и 4 мая своими действиями в заливе Сидра провоцировал ливийцев на ответные действия, но они игнорировали американское присутствие. 7 мая «Энтерпрайз» покинул центральную часть Средиземного моря, пройдя Мессинским проливом в Тирренское море. Авианосец сопровождал советское разведывательное судно «ГС-239» и также пара самолётов Ил-38. С мая по август 1986 года СКР «Пытливый» нёс дежурство ПВО в интересах Ливии на границе её территориальных вод.
С одной стороны, Советский Союз, действительно, не делал ничего особенного. Однако именно это позволило сохранять политический баланс в Средиземноморье. Новое руководство СССР было настроено на смягчение международной напряженности, достигшей к середине 1980-х годов наивысшей точки, поэтому решило не накалять обстановку. Единственным практическим шагом СССР была отмена запланированного визита министра иностранных дел Эдуарда Шеварднадзе в США.
В некоторых[каких?] странах мира имели место демонстрации против бомбардировки Ливии.
Использование США британских баз для проведения операции встретило противоречивую реакцию в Великобритании.
Во время налёта было повреждено здание посольства Франции в Триполи.

## Память
Кулак, ломающий истребитель — скульптура, установленная в городе Мисурата, Ливия. Ранее находилась в резиденции Баб-аль-Азизия в ливийской столице Триполи.